# Denis Popov
Pour l’article homonyme, voir Popov.
Ne pas confondre avec le footballeur ukrainien Denys Popov.
Denis Aleksandrovitch Popov (en russe : Денис Александрович Попов) est un footballeur international et entraîneur de football russe né le 4 février 1979 à Novorossiisk.

## Biographie

### Carrière en club
Né et formé dans la ville de Novorossiisk, Denis Popov intègre durant sa jeunesse le centre de formation du club local du Tchernomorets. Il y fait son entrée dans l'effectif professionnel en 1996 et dispute la même année son premier match de première division contre le Jemtchoujina Sotchi le 4 mai 1996, à l'âge de 17 ans. Il est alors principalement utilisé au sein de l'équipe réserve qui évolue au quatrième échelon.
Après une année passée dans le club du Kouban Slaviansk, Popov fait son retour à Novorossiisk en 1998 et marque son premier but dans l'élite le 4 avril 1998 contre le Torpedo Moscou à l'occasion d'une victoire 3-2. Il s'agît cependant de l'unique but de la saison durant laquelle il dispute principalement des bouts de matchs en tant que remplaçant, de même durant l'exercice 1999. Titularisé de manière régulière lors de la saison 2000, il inscrit cette année-là huit buts en 19 matchs, des problèmes de blessures l'amenant à manquer près d'un tiers du championnat.
Cette dernière performance lui vaut d'être recruté l'année suivante par le CSKA Moscou. Sous ces nouvelles couleurs, Popov dispute notamment la finale de la Coupe de Russie en 2002 remportée face au Zénith Saint-Pétersbourg et contribue à la victoire du club en championnat l'année suivante en marquant huit buts en 22 rencontres. Il découvre également les compétitions européennes au cours de cette période, disputant deux matchs de Coupe UEFA en 2002, pour un but marqué lors de la confrontation perdue contre Parme, et deux rencontres de Ligue des champions en 2003.
Mis sur le banc par l'arrivée d'Artur Jorge à la tête du CSKA en début d'année 2004, Popov ne dispute que deux matchs durant la première moitié de saison avant de quitter Moscou pour rallier le Kouban Krasnodar. Bien qu'étant buteur à trois reprises durant la fin d'année, il ne peut empêcher la relégation du club à l'issue de la saison. Il reste par la suite dans l'équipe pour la saison 2005 où le Kouban échoue à remonter dans l'élite.
Prêté par la suite au Tchernomorets Novorossiisk en troisième division pour le début d'année 2006, il est envoyé à l'été dans le club biélorusse du Dinamo Minsk où il marque cinq buts en huit matchs et dispute une rencontre de Coupe UEFA. Il est prêté une troisième et dernière fois au Spartak Naltchik lors de la saison 2007 mais n'y joue que quatre fois.
Après son départ définitif du Kouban Krasnodar en fin d'année 2007, Popov fait une nouvelle fois son retour au Tchernomorets Novorossiisk, depuis remonté en deuxième division, et y connaît un début de saison 2008 très positif qui le voit marquer quinze buts durant la première partie du championnat, incluant un quadruplé contre le Volga Oulianovsk le 5 juillet 2008. Il est alors recruté à l'été par l'équipe du Torpedo Moscou avec qui il marque neuf buts supplémentaires, dont un triplé une nouvelle fois contre le Volga le 25 septembre. Cumulant ainsi 24 buts en 41 matchs, il termine meilleur buteur de la compétition à l'issue de la saison. Cette performance n'empêche cependant pas le Torpedo d'être finalement relégué en fin d'année.
Quittant officiellement le club moscovite en mai 2009, il rejoint au mois de juillet le FK Khimki pour qui il joue deux matchs durant la saison 2009 avant de s'en aller après la relégation du club en fin d'année. Il met par la suite un terme à sa carrière professionnelle à l'âge de 30 ans.

### Carrière internationale
Denis Popov est appelé pour la première fois avec l'équipe nationale russe par Oleg Romantsev au mois de juin 2001, mois qui le voit connaître dans la foulée sa première sélection contre le Luxembourg dans le cadre des éliminatoires de la Coupe du monde 2002. Il joue ensuite un match amical contre la Grèce. Originellement sélectionné dans la liste étendue pour la phase finale du Mondial, Popov doit finalement se retirer en raison d'une blessure au ménisque.
Il fait son retour en sélection au mois d'août 2002 sous Valeri Gazzaev et dispute alors un match amical face à la Suède, puis au mois d'octobre contre l'Albanie lors des qualifications pour l'Euro 2004. Il connaît sa cinquième et dernière sélection contre la Suisse le 7 juin 2003.

### Carrière d'entraîneur
Poursuivant un temps sa carrière de joueur au niveau amateur sous les couleurs du Spartak Guelendjik, Popov devient à partir de 2014 entraîneur assistant puis principal de l'équipe jusqu'en 2016. Il entraîneur par la suite le Droujba Maïkop entre septembre 2016 et novembre 2017. Il devient adjoint de Roman Pylypchuk au Dinamo Minsk de février à mai 2019 avant d'occuper un poste similaire au SKA Rostov à partir du mois de décembre 2019. En janvier 2021, Popov prend la tête de l'équipe première pour la deuxième moitié de la saison 2020-2021, l'amenant à la cinquième place de son groupe.
En juin 2021, il devient l'adjoint de Sergueï Iouran au SKA-Khabarovsk. Il le suit lors de son départ au FK Khimki en février 2022. En août 2022, il devient le nouvel entraîneur du FK Oufa, récemment relégué en deuxième division. Il quitte ses fonctions deux mois plus tard en octobre tandis que le club lutte pour se maintenir.

## Statistiques
| Saison                | Club                              | Championnat           | Championnat | Championnat | Coupe(s) nationale(s) | Coupe(s) nationale(s) | Compétition(s) continentale(s) | Compétition(s) continentale(s) | Compétition(s) continentale(s) | Total | Total |
| Saison                | Club                              | Division              | M.          | B.          | M.                    | B.                    | Comp.                          | M.                             | B.                             | M.    | B.    |
| 1996                  | Tchernomorets Novorossiisk        | D1                    | 2           | 0           | 1                     | 0                     | -                              | -                              | -                              | 3     | 0     |
| 1997                  | Kouban Slaviansk                  | D4                    | 27          | 16          | 2                     | 2                     | -                              | -                              | -                              | 29    | 18    |
| Sous-total            | Sous-total                        | Sous-total            | 29          | 16          | 3                     | 2                     | -                              | -                              | -                              | 32    | 18    |
| 1998                  | Tchernomorets Novorossiisk        | D1                    | 14          | 1           | -                     | -                     | -                              | -                              | -                              | 14    | 1     |
| 1999                  | Tchernomorets Novorossiisk        | D1                    | 13          | 2           | 1                     | 1                     | -                              | -                              | -                              | 14    | 3     |
| 2000                  | Tchernomorets Novorossiisk        | D1                    | 19          | 8           | 1                     | 1                     | -                              | -                              | -                              | 20    | 9     |
| Sous-total            | Sous-total                        | Sous-total            | 48          | 11          | 2                     | 2                     | -                              | -                              | -                              | 50    | 13    |
| 2001                  | CSKA Moscou                       | D1                    | 18          | 4           | -                     | -                     | -                              | -                              | -                              | 18    | 4     |
| 2002                  | CSKA Moscou                       | D1                    | 28          | 7           | 3                     | 0                     | C3                             | 2                              | 1                              | 33    | 8     |
| 2003                  | CSKA Moscou                       | D1                    | 22          | 8           | 4                     | 0                     | C1                             | 2                              | 0                              | 28    | 8     |
| 2004                  | CSKA Moscou                       | D1                    | 2           | 0           | 1                     | 0                     | -                              | -                              | -                              | 3     | 0     |
| Sous-total            | Sous-total                        | Sous-total            | 70          | 19          | 8                     | 0                     | -                              | 4                              | 1                              | 82    | 20    |
| 2004                  | Kouban Krasnodar                  | D1                    | 11          | 3           | -                     | -                     | -                              | -                              | -                              | 11    | 3     |
| 2005                  | Kouban Krasnodar                  | D2                    | 32          | 6           | 2                     | 0                     | -                              | -                              | -                              | 34    | 6     |
| 2006                  | Tchernomorets Novorossiisk (prêt) | D3                    | 6           | 6           | -                     | -                     | -                              | -                              | -                              | 6     | 6     |
| 2006                  | Dinamo Minsk (prêt)               | D1                    | 6           | 3           | 1                     | 2                     | C3                             | 1                              | 0                              | 8     | 5     |
| 2007                  | Spartak Naltchik (prêt)           | D1                    | 4           | 0           | -                     | -                     | -                              | -                              | -                              | 4     | 0     |
| 2008                  | Tchernomorets Novorossiisk        | D2                    | 27          | 15          | 1                     | 0                     | -                              | -                              | -                              | 28    | 15    |
| 2008                  | Torpedo Moscou                    | D2                    | 14          | 9           | -                     | -                     | -                              | -                              | -                              | 14    | 9     |
| 2009                  | FK Khimki                         | D1                    | 2           | 0           | -                     | -                     | -                              | -                              | -                              | 2     | 0     |
| Sous-total            | Sous-total                        | Sous-total            | 102         | 42          | 4                     | 2                     | -                              | 1                              | 0                              | 107   | 44    |
| Total sur la carrière | Total sur la carrière             | Total sur la carrière | 249         | 88          | 17                    | 6                     | -                              | 5                              | 1                              | 271   | 95    |

## Palmarès
CSKA Moscou
- Champion de Russie en 2003.
- Vainqueur de la Coupe de Russie en 2002.

Distinctions individuelles
- Meilleur buteur de la deuxième division russe en 2008 (24 buts).